# Columna Los Aguiluchos de la FAI
La Columna Los Aguiluchos de la FAI, o Aguiluchos, fue la última de las grandes columnas anarcosindicalistas catalanas. Posteriormente saldrían más milicias de Cataluña, pero ya no lo harían en forma de columna sino de unidades de refuerzo de las columnas existentes. En realidad se había previsto que esta columna fuera una unidad grande —de unos 10.000 combatientes— pero finalmente acabó siendo un refuerzo de la Ascaso —con unos 1.500 milicianos con 200 milicianas— y pasó a ser una columna autónoma. Organizada en los cuarteles Bakunin de Barcelona, fue enviada al frente de Huesca (su cuartel general estaba en Grañén) el 28 de agosto.
Salieron al frente de la columna García Oliver y Miguel García Vivancos con el capitán José Guarner como consejero militar. Ya en septiembre su jefe, García Vivancos, estaba de acuerdo con la militarización de la columna. Posteriormente se tuvo que enviar un grupo a casa debido a su oposición a militarizarse. La columna se convirtió en la 125.ª Brigada Mixta y participó en las batallas de Belchite y Fuentes del Ebro, así como en la defensa de Cataluña, pasando a Francia tras la derrota.

## Nombre
Los aguiluchos en la terminología anarquista de la época simbolizaban a los jóvenes anarquistas, aún no formados del todo (que serían águilas). Las Juventudes Libertarias en Cataluña eran parte de la FAI. En el resto de España las juventudes eran una organización aparte. 
No confundir con una centuria llamada Los Aguiluchos de Las Corts, constituidas por alrededor de un centenar de voluntarios del barrio de Las Corts de Barcelona, gran parte de los cuales era de la Colonia Castells. En esta centuria hubo siete mujeres, entre las cuales estaba Concha Pérez. Esta unidad se unió a la Columna Ortiz.

## Origen
La columna Aguiluchos fue otra columna miliciana organizada por la Confederación Nacional del Trabajo (CNT), la Federación Anarquista Ibérica (FAI) y Juventudes Libertarias. Se configuraría en agosto de 1936, un mes después de la sublevación de los militares en Barcelona. Previamente, en julio ya habían partido 5 columnas milicianas. Una del PSUC, la columna Carlos Marx (también llamada «Trueba-Del Barrio», por sus responsables); otra del POUM, la columna Lenin; y tres anarquistas, la Columna Durruti, la Columna Sur Ebro y la Columna Ascaso.
Pero estas columnas se fueron estancando a lo largo del mes de agosto. Con ello quedó claro que necesitaban refuerzos, tanto en armas como en nuevos milicianos. Por ello Comité Central de Milicias Antifascistas, que era el organismo que estaba al cargo de la guerra en Cataluña en esos momentos, comenzó a organizar una nueva columna. 
En las primeras semanas de agosto el Gobierno del republicano José Giral aprobó la movilización militar de los reservistas de los años 1933, 1934 y 1935. Sin embargo esta medida no pudo ser efectiva hasta meses después debido a que el estado republicano estaba totalmente desarticulado en aquellos momentos (agosto de 1936). No podían hacer cumplir esta movilización. El estado republicano no tenía los medios para hacer cumplir sus propias leyes, ya que se había sublevado el ejército y las fuerzas del orden que quedaban bajo su mando eran sospechosas a ojos del pueblo. La movilización republicana, fue entonces, canalizada por las organizaciones sindicales y los partidos del Frente Popular. 
Miguel García Vivancos era un militante anarquista que pertenecía al grupo Nosotros, de la FAI. Había estado implicado en los combates del 19 de julio. También tomó parte en los planes de invasión de Aragón durante los días 20 y 21, cuando los miembros de la CNT y de la FAI elaboraron una estrategia de reconquista de Aragón mediante la acción de columnas milicianas. Más tarde, una vez creado el Comité Central de Milicias Antifascistas, éste quedó bajo la influencia de otro miembro del grupo Nosotros, Juan García Oliver. 
Mientras tanto salían columnas hacia Zaragoza y Huesca, dirigidas por otros miembros del grupo Nosotros (Buenaventura Durruti, Antonio Ortiz, Gregorio Jover, Domingo Ascaso, etc.), García Vivancos fue enviado a Valencia al frente de un grupo de 60 militantes de CNT que llevaban un cargamento de armas para sus compañeros valencianos. En aquellos momentos, en Valencia, la guarnición militar no se había decantado por sublevarse o adherirse a la República. Los obreros estaban desarmados. Al llegar armas desde Barcelona, la situación se comenzó a aclarar en cuanto los obreros demostraron que estaban dispuestos a combatir una posible sublevación del ejército. 
A mediados de agosto, García Oliver, Gregorio Jover y él mismo comenzaron a realizar planes para crear una fuerza de entre 10.000 y 15.000 anarquistas para lanzar una ofensiva contra la línea "nacional" en el frente de Aragón. El 19 de agosto, el diario de la CNT de Cataluña, Solidaridad Obrera, hizo un llamamiento para que los voluntarios comenzaran a unirse a una nueva columna anarquista que se estaba organizando en el cuartel Bakunin (el antiguo cuartel del Bruc, ahora ocupado por la CNT). García Oliver quería aprovechar el llamamiento a filas hecho por el Gobierno, y por el Ministerio de la Guerra (Hidalgo de Cisneros), para organizar un ejército de milicias propio.
Sin embargo, los sindicatos de la CNT no aceptaban una movilización masiva para el frente. En cambio proponían la recluta de los jóvenes de entre 16 y 18 años para entrar en esta columna. Los sindicatos opinaban que al partir tantos efectivos hacia el frente la industria de guerra y las colectivizaciones de empresas, entonces muy recientes, correrían peligro. También incluso la propia estructura de la CNT peligraría. La negativa de los sindicatos a la movilización masiva frustró los planes de García Vivancos y García Oliver. No obstante, éstos decidieron seguir adelante con la columna siendo esta un refuerzo para alguna de las columnas ya presentes en el frente. Organizaron la nueva columna al margen del Comité de Milicias Antifascistas.

## Historia
El día 28 de agosto se completó la formación de la columna y partió ésta para el frente. Salió del cuartel Bakunin y fue a desfilar a Vía Layetana, donde estaba la sede de la CNT-FAI. Como había sido organizada solo unos días antes, el 19, su formación técnico-militar dejaba mucho que desear. 
La Columna estaba encabezada por García Oliver y su consejero militar era el capitán José Guarner. La columna partió con unos 1900 milicianos, aunque es probable que fuesen menos dado lo propagandístico de las informaciones de esos días. Entre la plantilla de la columna había más de 200 mujeres. Éstas eran mujeres jóvenes, predominantemente de entre 16 y 20 años. La columna estaba armada con fusiles y unas pocas ametralladoras. Sus vehículos blindados eran unos tiznados hechos en la fábrica Hispano-Suiza, por aquel entonces en manos de los trabajadores. Posteriormente la columna recibió algunos refuerzos hasta llegar a los 2.000 efectivos.
La columna salió de la Estación del Norte de Barcelona, llegando en tren a Grañén (Huesca) y luego en coches y camiones hasta Vicién, más cerca del frente. Instalaron su cuartel general en el castillo de San Juan. La columna fue recibida por Domingo Ascaso y Cristóbal Albadaltrecu, de la columna Ascaso y se coordinaron para repartirse el frente. El día 1 de septiembre libraron su primera batalla de importancia, ocupando Huerrios, a solamente 2 kilómetros de Huesca. Aguantaron los ataques de unas fuerzas que los superaban en número. Pocos días después participaron en los combates por Estrecho Quinto y Monte Aragón junto a los milicianos de la columna del POUM, dirigidos todos por el comandante José Villalba.
La falta de avances, los bombardeos nacionalistas (un batallón anarquista, el Malatesta, fue casi destruido en un bombardeo) y la descoordinación existente entre las columnas hicieron que la moral republicana fuera baja a partir de septiembre. Mientras tanto Juan García Oliver ya había abandonado el frente y se quedaría en Barcelona. La columna quedaría comandada por Vivancos y Gregorio Jover.

## Militarización
García Vivancos comenzaría desde el mes de septiembre a pedir la militarización, teniendo algunos problemas de indisciplina y de enfrentamientos con los opuestos a la misma. A partir de diciembre las columnas libertarias de Aragón se fueron militarizando, integrándose en el Ejército Popular de Cataluña, impulsado por la Generalidad. De las distintas columnas que había en el frente se formaron varias divisiones. Entre ellas estaba la División Ascaso. Las divisiones de aquel breve ejército catalano-aragonés se subdividían en regimientos. La columna Aguiluchos fue la base para el primer regimiento de la nueva división y se llamó Regimiento Durruti, con García Vivancos al mando y Juan Tenaguillos Cano como comisario.  
Después de los Hechos de mayo de 1937 el Gobierno de la República disolvió el ejército catalano-aragonés y lo integró en el Ejército Popular de la República. Entonces la División Ascaso fue renombrada a 28.ª División, y el Regimiento Durruti fue conocido a partir de entonces como la 125.ª Brigada Mixta. Durante todo el año 1937, la Brigada contribuyó al asedio de Huesca, destacando un intento de recuperar la estación de Alerce entre el 12 y el 16 de junio durante una importante batalla que perdieron los republicanos.  
A partir de aquel verano García Vivancos sustituyó a Antonio Ortiz al mando de la 25.ª División. A su vez su puesto fue ocupado por el mayor de milicias Antonio Aguilá Collantes y éste, a su vez, por el también mayor de milicias Juan Mayordomo Moreno.
En la Columna Aguiluchos tomó parte el famoso maquis anarquista Quico Sabaté, que se apuntó a la columna con su hermano José. Participaron en la columna y más tarde en la 126.ª Brigada, 28.ª División.

## En el cine
La columna tuvo su lado mediático. Entre su gran número relativo de mujeres milicianas y el también crecido número de internacionales, la columna tuvo importancia propagandística. Por ejemplo la periodista Cecilia G. de Guilarte le dedicó un reportaje a la columna.
En octubre de 1936 se estrenó en los cines de Barcelona la una serie de películas titulada Los Aguiluchos de la FAI por tierras de Aragón. Estampas de la revolución antifascista. Hubo hasta tres documentales, de corta duración, llamados Los Aguiluchos de la FAI, número 1; Los Aguiluchos de la FAI, n º2. y Los Aguiluchos de la FAI, la Toma de Siétamo. Eran películas de propaganda producidas por el Sindicato Único de Espectáculos Públicos de Barcelona, de la CNT. En ellos habla Jacinto Torhyo, director por aquel entonces de Solidaridad Obrera. Su título es engañoso, puesto que también trata de las otras columnas libertarias.
Más recientemente Vicente Aranda hizo una película sobre la guerra civil bajo el título de "Libertarias". Está dedicada al capitán José Guarner, de la Columna Los Aguiluchos. Relata las peripecias de unas milicianas en el Frente de Aragón.

### Filmografía
- Libertarias, 2004, España. Largometraje de Vicente Aranda
- Aguiluchos de la FAI por tierras de Aragón (Reportaje Nº 3). Otro título original: La Toma de Siétamo. 1936, España